# Sudetendeutsches Freikorps

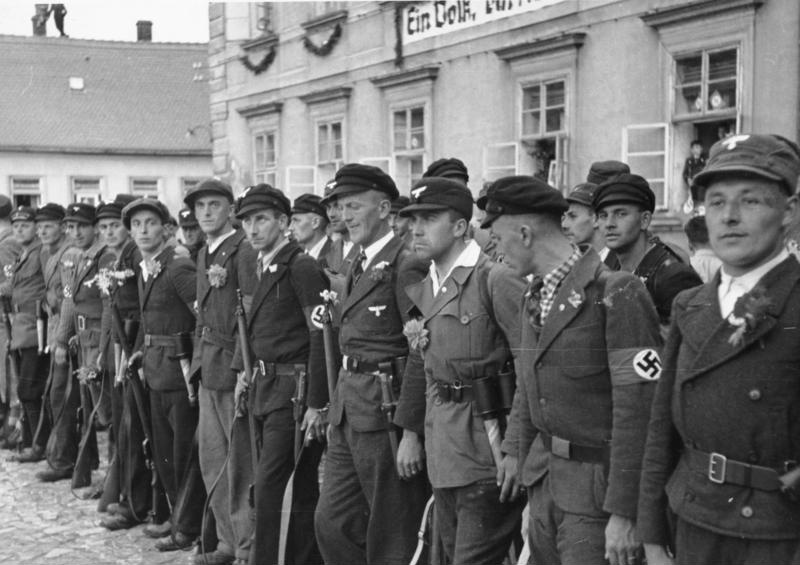
Nach dem Einmarsch der Wehrmacht in das Sudetenland treten Angehörige des SFK am 10. Oktober 1938 auf dem Marktplatz von Niemes zur Begrüßung deutscher Truppen an.

Das Sudetendeutsche Freikorps (SFK), auch Freikorps Henlein oder Sudetendeutsche Legion, war eine aus sudetendeutschen Männern gebildete paramilitärische Einheit zur Zeit des Nationalsozialismus unter dem Kommando von Konrad Henlein, dem Führer der Sudetendeutschen Partei (SdP). Adolf Hitler ordnete die Bildung des Freikorps am 17. September 1938 – auf dem Höhepunkt der Sudetenkrise – an. Das Generalkommando wurde im Schloss Fantaisie bei Bayreuth angesiedelt.
Die Angehörigen des SFK verübten ab dem 19. September 1938, ausgehend vom Deutschen Reich, bewaffnete Überfälle auf tschechoslowakische Einrichtungen im Sudetenland, um die Tschechoslowakei zu destabilisieren. Offiziell sollte das SFK die Sudetendeutschen vor angeblichen tschechischen Übergriffen schützen. Dem SFK gehörten bis zu 40.000 „Freischärler“ an. Infolge des Münchner Abkommens wurde am 1. Oktober 1938 das Sudetenland dem Deutschen Reich angegliedert. Die Existenz des SFK war damit gegenstandslos. Formell wurde das SFK am 9. Oktober 1938 aufgelöst, viele der Freikorps-Mitglieder wurden dabei in die SS übernommen.
Insgesamt führten SFK-Trupps mehr als 200 Terroraktionen durch, töteten dabei über 100 Menschen und entführten etwa 2000 Opfer ins Deutsche Reich. Die „Freischärler“ zerstörten zahlreiche staatliche Einrichtungen in der Tschechoslowakei durch Sprengung oder Brandstiftung und erbeuteten Waffen, Munition sowie Fahrzeuge. Bei den Terroraktionen des SFK kamen durch Gegenwehr mehr als 50 der Freikorps-Kämpfer ums Leben. Die Angehörigen des SFK waren aufgrund der überhasteten Aufstellung mehrheitlich schlecht ausgerüstet und mangelhaft ausgebildet. Sie agierten teils undiszipliniert. Die oft unkoordinierten Terroraktionen des SFK hatten nur geringen militärischen, jedoch hohen politischen Wert. Sie dienten Hitlers Plan, die Tschechoslowakei zu destabilisieren und schließlich zu zerschlagen.

## Vorgeschichte

Tschechoslowakei: Sprachverteilung um 1930

Nach dem Ersten Weltkrieg lebten im neu entstandenen Vielvölkerstaat Tschechoslowakei knapp drei Millionen Sudetendeutsche. Insgesamt stellte die deutschsprachige Bevölkerung knapp ein Viertel der Gesamtbevölkerung der Tschechoslowakei. Seit der Gründung des tschechoslowakischen Staates gab es insbesondere im Sudetenland Strömungen und Organisationen, die eine Autonomie oder den Anschluss der sudetendeutschen Gebiete an das Deutsche Reich beziehungsweise Österreich forderten. Auf politischer Ebene waren dies die Deutsche Nationalpartei (DNP) und die Deutsche Nationalsozialistische Arbeiterpartei (DNSAP). Diese im Sudetenland zunehmend einflussreichen Parteien wurden am 4. Oktober 1933 offiziell verboten. Die DNSAP hatte sich bereits am 3. Oktober 1933 aufgrund des drohenden Parteienverbotes selbst aufgelöst. Hintergrund dieser Parteienverbote war der Vorwurf staatsfeindlicher Tätigkeit.
Als neue Sammlungsbewegung der Autonomiebefürworter unter den Sudetendeutschen wurde am 1. Oktober 1933 die Sudetendeutsche Heimatfront (SHF) gegründet, die sich am 2. Mai 1935 in Sudetendeutsche Partei (SdP) umbenannte. Bei den Parlamentswahlen am 19. Mai 1935 wurde die SdP mit 44 von 300 Mandaten stärkste Partei im Parlament der Tschechoslowakei und konnte mehr als zwei Drittel der sudetendeutschen Stimmen für sich gewinnen. Parteivorsitzender war von Beginn an Konrad Henlein, der spätere Führer des SFK. Henlein prägte als Vorsitzender des sudetendeutschen Turnerbundes ab Beginn der 1930er Jahre die Entwicklung dieser Organisation zu einem völkisch-national orientierten Verband. Parteipolitisch nicht vorbelastet, schien Henlein als Integrationsfigur der deutsch-national gesinnten Sudetendeutschen jedoch ideal für den Aufbau einer neuen politischen Sammlungsbewegung. Bis Anfang 1938 war die Politik der SdP in Bezug auf Autonomie oder Anschluss der Sudetengebiete jedoch nicht eindeutig.
Die zunehmende Radikalisierung und Hinwendung vieler Sudetendeutscher zur SdP war in einer großen Enttäuschung über die Situation im Sudetenland begründet. Bereits nach Gründung der Tschechoslowakei war es zu sudetendeutschen Demonstrationen für eine Autonomie der Sudetengebiete gekommen, die von tschechischen Sicherheitskräften gewaltsam aufgelöst wurden. In den 1920er Jahren stieg infolge der tschechischen Assimilierungspolitik der Anteil der tschechischen Staatsbediensteten in Relation zum tschechischen Bevölkerungsanteil im Sudetenland sprunghaft an. Der Grund hierfür lag im 1926 erlassenen Sprachengesetz, welches die Beherrschung der tschechischen Sprache innerhalb von sechs Monaten für Staatsbedienstete vorschrieb. Jene Staatsbediensteten, die dieser Maßgabe nicht nachgekommen waren, wurden entlassen. Auch insgesamt nahm der Anteil der tschechischen Bevölkerung im Sudetenland stetig zu. Zudem wirkte sich die Weltwirtschaftskrise von 1929 besonders stark auf die sudetendeutschen Gebiete aus. Der Anteil der Arbeitslosen an der sudetendeutschen Bevölkerung war doppelt so hoch wie an der tschechischen Bevölkerung.
Bald nach dem „Anschluss Österreichs“ an das Deutsche Reich am 12. März 1938 lösten sich in der Tschechoslowakei die bürgerlichen Parteien Deutsche Christlich-Soziale Volkspartei und der Bund der Landwirte selbst auf. Deren Mitglieder schlossen sich danach größtenteils der SdP an. Ab diesem Zeitpunkt standen im Wesentlichen nur noch die sudetendeutsche Sozialdemokratie sowie die Kommunisten in Opposition zur SdP.
Auf Einladung Hitlers trafen am 28. März 1938 Henlein und sein Stellvertreter Karl Hermann Frank mit dem Reichskanzler zu einer Unterredung zusammen. Als gemeinsame Zielvorgabe wurde vereinbart, von der Tschechoslowakei die Autonomie der Sudetengebiete sowie Wiedergutmachungen für wirtschaftliche Verluste zu fordern. Dabei sollten in den Verhandlungen mit tschechoslowakischen Regierungsvertretern unannehmbare Forderungen seitens der SdP gestellt werden. Diese Forderungen wurden am 24. April 1938 durch das Karlsbader Programm auf dem Parteitag der SdP den Parteifunktionären verkündet.
Hitler aktualisierte am 30. Mai 1938 unter dem Decknamen Grün sein Vorhaben, die Tschechoslowakei militärisch zu zerschlagen. Diese Anordnung sollte durch einen Propagandakrieg flankiert werden. Als Maßnahmen wurden die Unterstützung nationaler Minderheiten in der Tschechoslowakei, die Einflussnahme auf neutrale Staaten im Sinne der deutschen Sudetenpolitik sowie die Zermürbung der Widerstandskraft der Tschechoslowakei festgelegt.
Die SdP ordnete sich als „Fünfte Kolonne“ des Deutschen Reiches ab dem Frühjahr 1938 immer weiter den Vorgaben des Falls Grün unter und trug so maßgeblich zur Verschärfung der Sudetenkrise bei. So wurde beispielsweise noch im Mai 1938 der Freiwillige deutsche Schutzdienst (FS) im Sudetenland gebildet, der aus dem Ordnungsdienst der SdP hervorgegangen war. Die Angehörigen dieser strukturell an die Sturmabteilung (SA) im Deutschen Reich angelehnten milizartigen Organisation waren hauptsächlich als Hilfspolizisten tätig. Angehörige des FS wurden teils auch konspirativ für die Durchführung von Sabotage- und Terrorakten gegen tschechoslowakische Einrichtungen ausgebildet.
Die Hoffnung der tschechoslowakischen Regierung unter Präsident Edvard Beneš auf alliierte Unterstützung erfüllte sich nicht. Ab Sommer 1938 schalteten sich die Regierungen Großbritanniens und Frankreichs auf diplomatischer Ebene verstärkt in die Sudetenkrise ein. Zudem wurde unter Lord Runciman am 3. August 1938 eine Delegation in die Tschechoslowakei entsandt, die sich während eines mehrwöchigen Aufenthaltes ein Gesamtbild von der Krisenlage verschaffen sollte. Mehrere bilaterale Konsultationen zwischen Frankreich und Großbritannien hatten schließlich nicht die Zusicherung militärischer Unterstützung zur Folge. Anders als erwartet ließen Frankreich und Großbritannien ein gewisses Verständnis für die sudetendeutschen Forderungen durchblicken. Der britische Premierminister Neville Chamberlain traf noch im September 1938 zweimal mit Hitler im Deutschen Reich zusammen, um den drohenden Krieg zu verhindern. Hitler beharrte bei diesen Treffen jedoch auf den Gebietsabtretungen der Tschechoslowakei und kündigte bei Nichterfüllung dieser Forderungen einen Krieg an.

### Zuspitzung der Sudetenkrise (10. bis 15. September)

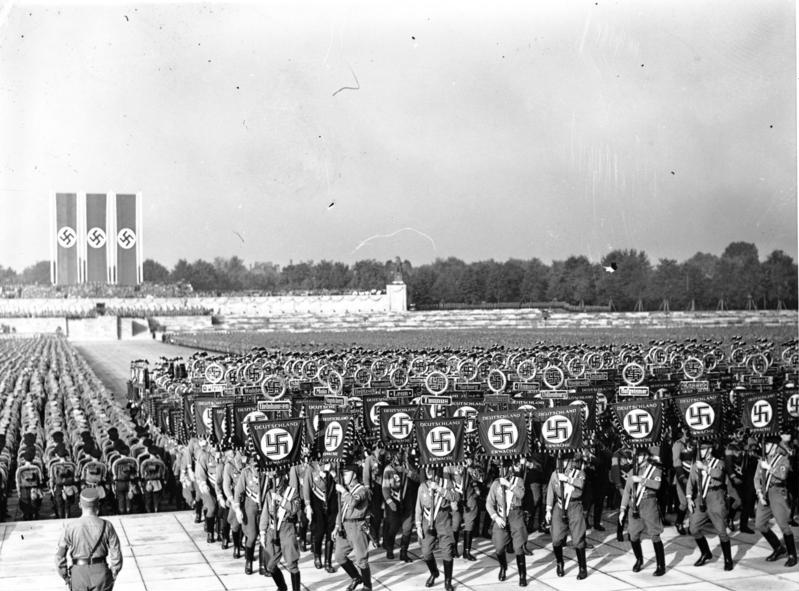
Reichsparteitag der NSDAP in Nürnberg. Aufnahme vom 10. September 1938.

Anfang September 1938 spitzte sich die Sudetenkrise zu. Am Reichsparteitag der Nationalsozialistischen Deutschen Arbeiterpartei (NSDAP), der vom 5. bis zum 12. September in Nürnberg stattfand, nahm auch die Führung der SdP teil. Am 12. September äußerte Hitler in seiner Abschlussrede: „Die Deutschen in der Tschechoslowakei sind weder wehrlos, noch sind sie verlassen. Das möge man zur Kenntnis nehmen.“ Bereits am 10. September hatten im Sudetenland verbliebene SdP-Funktionäre vom stellvertretenden Vorsitzenden der SdP Karl Hermann Frank Instruktionen erhalten, gewaltsame Zusammenstöße von sudetendeutschen Demonstranten mit tschechoslowakischen Ordnungskräften zu organisieren. Ab dem 10. September war es dann in vielen sudetendeutschen Städten zu gewaltsamen Aktionen des FS im Schutz aufputschender antitschechischer Kundgebungen gekommen. Tausende sudetendeutsche Demonstranten hatten vehement die Autonomie ihrer Heimat gefordert. Hitlers Abschlussrede auf dem Reichsparteitag am 12. September wurde im deutschen Rundfunk übertragen und war auch im Sudetenland zu empfangen. Daraufhin eskalierte die Lage.
Bewaffnete Angehörige des FS unternahmen Terror- und Sabotageaktionen gegen tschechoslowakische Einrichtungen, wie Polizeistationen, Zollämter und Kasernen. Ziel dieser meist unkoordinierten Aktionen war die gewaltsame Aneignung von Waffen, die Machtübernahme im Sudetenland sowie insgesamt die Destabilisierung des tschechoslowakischen Staates. Im besonders betroffenen Westböhmen rief die tschechoslowakische Regierung daraufhin am 13. September das Standrecht aus. Tschechoslowakische Sicherheitskräfte gingen schließlich gegen die teils bewaffneten Aufständischen erfolgreich vor. Der inszenierte Volksaufstand wurde von der sudetendeutschen Bevölkerung jedoch nicht umfänglich unterstützt. Zudem traten sudetendeutsche Antifaschisten, hauptsächlich Sozialdemokraten und Kommunisten, in die Auseinandersetzungen mit den FS-Angehörigen ein. Insbesondere die aus sudetendeutschen Sozialdemokraten bestehende paramilitärische Republikanische Wehr leistete gegen die Angriffe des FS Widerstand.
Bis zum 17. September ebbten die Massendemonstrationen ab. Der FS verübte jedoch weiter Sabotageakte auf tschechoslowakische Einrichtungen. Insgesamt starben bei den Auseinandersetzungen 27 Menschen, darunter elf Sudetendeutsche. Dies war seitens der SdP-Führung durchaus eingeplant, um den Druck auf die Regierung der Tschechoslowakei zu verstärken. Aus Furcht vor Übergriffen flohen ab diesem Zeitpunkt tausende Tschechen, Juden und sudetendeutsche Antifaschisten aus dem Sudetenland nach Zentralböhmen.
Am 13. September kehrte die Führung der SdP in das Sudetenland zurück. Aufgrund der dortigen chaotischen Zustände war die SdP-Führung jedoch nicht mehr in der Lage, organisiert zu arbeiten. Frank stellte noch am Abend des 13. September ein Ultimatum an die tschechoslowakische Regierung, in welchem der Rückzug der tschechoslowakischen Sicherheitskräfte aus dem Krisengebiet und die Rückgabe der Polizeigewalt an die sudetendeutschen Bürgermeister gefordert wurde. Da das Ultimatum nicht die gewünschte Wirkung erzielte, wurde am 14. September die Parteizentrale der SdP in Prag aufgelöst und damit die Verhandlungen mit der tschechoslowakischen Regierung eingestellt. Über Asch setzte sich die Führung der SdP schließlich in das Deutsche Reich ab. Henlein gab am 15. September über den deutschen Rundfunk die Parole „Wir wollen heim ins Reich!“ aus. In dieser Rundfunkansprache forderte er die Auflösung des tschechoslowakischen Staates, wobei er auf den angeblichen „unversöhnlichen Vernichtungswillen“ der Tschechen gegenüber den Sudetendeutschen verwies. Daraufhin wurde in der Tschechoslowakei am 15. September zunächst der FS und einen Tag darauf die SdP verboten.
Tausende Sudetendeutsche, insbesondere Angehörige des FS und SdP-Funktionäre, flohen ab Mitte September über die Grenze ins Deutsche Reich. Die Gründe lagen teils in dem verhängten Standrecht sowie in der Einberufung Sudetendeutscher zur tschechoslowakischen Armee. Die Flüchtlinge wurden nahe der Grenze zur Tschechoslowakei in Sammellagern untergebracht und durch SA sowie die Nationalsozialistische Volkswohlfahrt (NSV) betreut.

## Bildung des SFK (16. bis 18. September 1938)
Am 16. September 1938 suchte der stellvertretende Vorsitzende der SdP Karl Hermann Frank erfolgreich bei Adolf Hitler um die Genehmigung zur Aufstellung eines Sudetendeutschen Freikorps nach. Hitler befahl noch am Vormittag des 17. September die Bildung des SFK unter der Leitung Konrad Henleins. Frank wurde unter Henlein stellvertretender Kommandant des Freikorps. Am selben Tag wurden das Oberkommando der Wehrmacht (OKW) und das Oberkommando des Heeres (OKH) über die Aufstellung des SFK per Fernschreiben informiert. Oberstleutnant Friedrich Köchling wurde daraufhin zum Verbindungsoffizier des OKW zum SFK als dessen militärischer Berater ernannt. Köchling erhielt zwar noch am Abend des 17. September nach einer persönlichen Unterredung mit Hitler weitreichende Vollmachten. Die Vorgaben seiner Vorgesetzten, die sudetendeutschen wehrfähigen Männer der Wehrmacht zu unterstellen, konnte Köchling jedoch nicht durchsetzen. Unmittelbar nach dem Beschluss der Bildung des SFK wandte sich Henlein am 17. September über den deutschen Rundfunk an die Sudetendeutschen und forderte die Zerschlagung der Tschechoslowakei sowie die Sudetendeutschen zum Waffengang auf. Das Sudetendeutsche Freikorps wurde nach seinem Führer auch Freikorps Henlein beziehungsweise Sudetendeutsche Legion genannt.

Konrad Henlein (1898–1945) Kommandeur des SFK
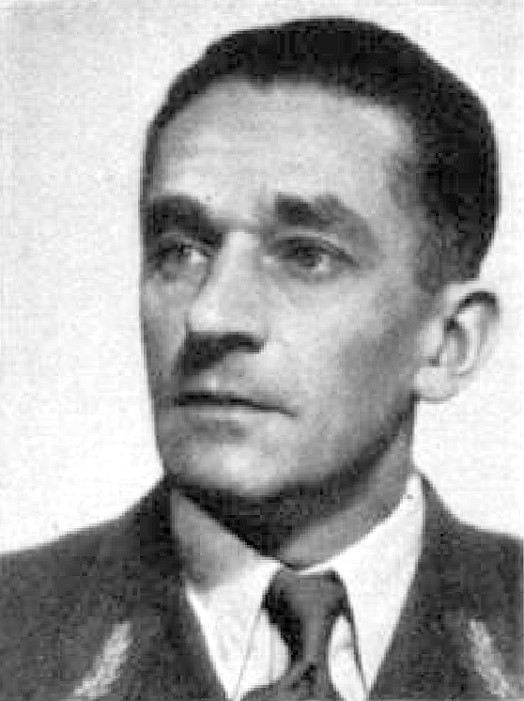
Karl Hermann Frank (1898–1946) stellvertretender Kommandeur des SFK
Anton Pfrogner (1886–1961) Stabschef beim SFK
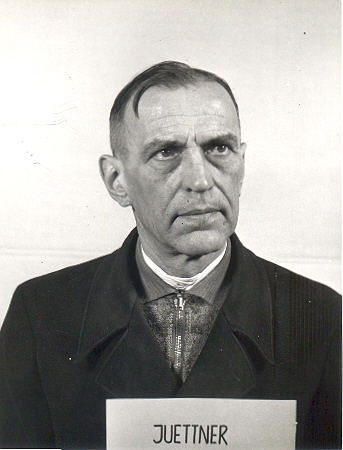
Max Jüttner (1888–1963) Verbindungsoffizier der SA zum SFK
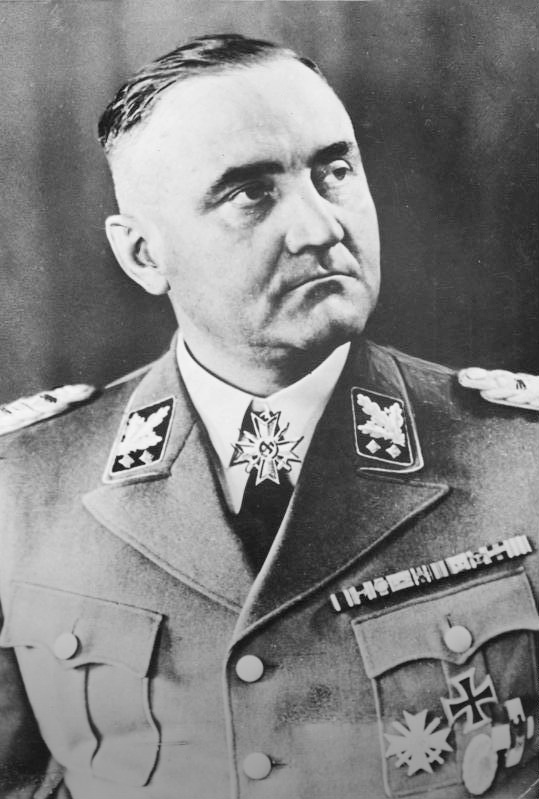
Gottlob Berger (1896–1975) Verbindungsoffizier der SS zum SFK

Bereits am 17. September bezog der Stab des SFK in Schloss Donndorf bei Bayreuth sein Hauptquartier. Die Öffentlichkeit wurde darüber im Unklaren gelassen, da per Rundfunk und Presse suggeriert wurde, dass die Spitze der SdP-Politiker vom sudetendeutschen Asch aus agieren würde. Neben Köchling als Verbindungsoffizier des OKW waren dem Stab des SFK noch Verbindungsoffiziere der SA, SS und des Nationalsozialistischen Kraftfahrerkorps (NSKK) beigestellt worden für den direkten Austausch zwischen dem Stab des SFK und ihrer jeweiligen Führung. Zudem stand auch der Leiter der OKW-Abwehr, Admiral Wilhelm Canaris, in ständigem Kontakt mit Henlein.
Hitler persönlich gab in einem Fernschreiben vom 18. September an das OKH den Zweck des SFK bekannt: „Schutz der Sudetendeutschen und Aufrechterhaltung weiterer Unruhen und Zusammenstöße“. Das SFK sollte in Abstimmung mit dem OKW konspirativ in kleinen Stoßtrupps vom Deutschen Reich aus im Sudetenland durch Terrorakte für dauernde Unruhe sorgen. Die Angehörigen des SFK sollten nach „landsmännischen Gesichtspunkten“ in ihren Heimatbezirken eingesetzt werden, wo sie über Ortskenntnisse verfügten. Des Weiteren gab Hitler die Anweisung, das SFK unverzüglich im Deutschen Reich aufzustellen und ausschließlich mit österreichischen Waffen auszustatten. Ergänzend gab Köchling später an, dass die Organisationsstruktur des SFK in Anlehnung an den Aufbau der SA erfolgen sollte. Ausschließlich sudetendeutsche Männer im wehrfähigen Alter durften für das SFK geworben werden, der Eintritt Reichsdeutscher ins SFK war untersagt. Dennoch waren auch Angehörige der SA und des NSKK als Reichsdeutsche im SFK tätig, da sie für Leitungspositionen bei den SFK-Kommandos benötigt wurden.
Die „Freischärler“ blieben Staatsbürger der Tschechoslowakei, um legal wieder in das Sudetenland einreisen zu können. Viele von ihnen gehörten vor ihrer Flucht dem FS an oder waren zuvor Reservisten beziehungsweise Wehrpflichtige der tschechoslowakischen Armee.
Am 18. September wurde von Henlein das „Kommando des Sudetendeutschen Freikorps Nr. 1“ herausgegeben:

„Konrad Henlein hat, um den waffenfähigen Sudetendeutschen, welche von den tschechischen Machthabern verfolgt über die Grenze flüchten mußten, Gelegenheit zu geben, für die Freiheit unserer Heimat zu kämpfen, angeordnet, daß das ‚Sudetendeutsche Freikorps‘ errichtet wird. Der Eintritt in das Freikorps ist freiwillig. […] Die oberste Altersgrenze für die Mannschaft wird für den Waffendienst mit dem 50. Lebensjahre festgesetzt. Für Offiziere und Unteroffiziere besteht keine Altersgrenze. Ebenso können Freiwillige über 50 Jahre auf eigenes Verlangen zu Hilfsdiensten ohne Waffen im Freikorps Verwendung finden. Jeder der Meldenden muß zwei Bürgen stellen, die für seine ehrenhafte Gesinnung und mannhafte Haltung eintreten.“

## Aufstellung und Struktur des SFK (18. bis 20. September 1938)

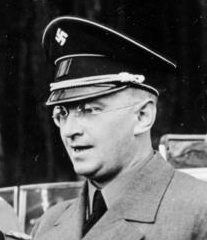
Konrad Henlein am
23. September 1938.

Anwärter sollten sich in den Flüchtlingsunterkünften zum Eintritt in das SFK melden. Die Freiwilligen wurden über die Leitungen der Flüchtlingsunterkünfte der Zentralsammelstelle der SA zugeteilt. Nach der Aufnahme der Freiwilligen in das Freikorps wurden diese auf Adolf Hitler vereidigt und begingen damit als tschechoslowakische Staatsbürger Landesverrat. Die Ausstattung, Verpflegung und Unterbringung der „Freischärler“ sollte durch die SA im Grenzgebiet zum Sudetenland organisiert werden. Bezüglich der Bekleidung wurde Folgendes angeordnet:

„Die Bekleidung des ‚Sudetendeutschen Freikorps‘ wird bestehen aus: 1. Schwarzer Tellermütze mit weißem Vorstoß mit Hakenkreuz aus weißem Metall, am Band schwarzrot-schwarze Kokarde, 2. Grauer Rock (Bluse) im SA- (SS-) Schnitt, schwarz-rotschwarzer Spiegel, 3. Schwarze Stiefelhose und Marschstiefel, 4. Graues oder braunes Hemd mit schwarzem Binder, 5. Schwarze Koppel mit Schulterriemen, Pistolen- bzw. Patronentasche, 6. Graue Windjacke, 7. Hakenkreuzbinde am linken Oberarm (ist jedoch nur außer Gefecht zu tragen).“

Ausgerüstet wurde das Freikorps mit Karabinern, Maschinenpistolen, Maschinengewehren, Handgranaten und Pistolen größeren Kalibers. Anfangs verfügte das gesamte Freikorps über 7780 Karabiner, 62 Maschinengewehre sowie 1050 Handgranaten. Knapp die Hälfte der „Freischärler“ war aufgrund des Waffenmangels bis zur Auflösung des SFK nicht mit Waffen ausgestattet. Obwohl das Freikorps unter dem alleinigen Kommando Henleins stand, beriet die Wehrmacht die SFK-Führung in operativen Fragen und regelte die Bewaffnung der Freikorpsverbände.
Die Finanzierung des SFK wurde größtenteils durch die Wehrmacht gewährleistet, teils aber auch durch die SS, die Volksdeutsche Mittelstelle und andere Organisationen der NSDAP.
Ab dem 18. September wurde entlang der deutsch-tschechischen Grenze in Schlesien, Sachsen, Bayern und Österreich jeweils eine Gruppe des SFK aufgestellt, die direkt dem Stab Henleins unterstanden. Ende September wurden die Gruppen in Schlesien und Österreich nochmals aufgeteilt, so dass später insgesamt sechs Gruppen bestanden. Jede Gruppe umfasste mindestens fünf Bataillone. Jedes Bataillon bestand aus mindestens vier Kompanien, die Kompanien setzten sich wiederum aus 150 bis 300 Männern zusammen. Jede Kompanie bestand aus drei bis fünf Zügen. Jeder Zug umfasste wiederum drei bis fünf Scharen, wobei jeder Schar zehn bis fünfzehn Männer angehörten. Die Kompanien befanden sich in den nahen deutschen Grenzregionen zum Sudetenland, die Bataillonsstäbe in weiter von der deutsch-tschechoslowakischen Grenze entfernten Städten.
Jede Gruppe verfügte über einen eigenen Stab. Neben dem Kommandanten, unterstützt durch einen Adjutanten, gehörten zum Führungspersonal einer Gruppe noch jeweils ein Stabschef, Organisationsführer, Ordonnanzführer, Standesführer, Verwaltungsführer und ein Hauptarzt. Auch in den Gruppenstäben befand sich jeweils ein Verbindungsoffizier der Wehrmacht.
Am 18. September gehörten dem SFK zwischen 10.000 und 15.000 Männer an. In den ersten Tagen des Bestehens des SFK meldeten sich Tausende Freiwillige zum SFK, so dass Henlein bereits am 19. September befahl, das SFK auf 40.000 Personen zu begrenzen. Laut einer Meldung des SFK vom 22. September sollte diese Anzahl auf Anordnung Hitlers auf 80.000 erhöht werden. Zu diesem Zeitpunkt gehörten dem SFK jedoch erst etwa 26.000 Personen an. Insbesondere nach dem 23. September, dem Zeitpunkt der Generalmobilmachung der tschechoslowakischen Armee, erhielt das SFK wieder erheblichen Zulauf. Am 1. Oktober umfasste das SFK 34.500 oder nach anderen Angaben 40.884 Männer.
| Gruppe                                 | Nummer              | Stab     | Stärke | Einsatz                           | Kommandeur                   | Bild             |
| -------------------------------------- | ------------------- | -------- | --- | --------------------------------- | ---------------------------- | ---------------- |
| Schlesien, dann Hirschberg und Breslau | I, später V und VI  | Breslau  | 6.851 Männer in elf Bataillonen (Stand 27. September 1938)                                                                                        | Ratibor bis Zittau                | Fritz Köllner (1904–1986)    |                  |
| Sachsen                                | II, später IV       | Dresden  | 13.264 Männer in 14 Bataillonen mit 71 Kompanien (Stand 1. Oktober 1938), ab 25. September 1938 Abschnitte Schirgiswalde, Freiberg und Eibenstock | Zittau bis Asch                   | Franz May (1903–1969)        |                  |
| Bayrische Ostmark                      | III                 | Bayreuth | 5.999 Männer in 7 Bataillonen mit 28 Kompanien (Stand 27. September 1938)                                                                         | Asch bis Bayerisch Eisenstein     | Willi Brandner (1909–1944)   |                  |
| Alpenland / Donau, dann Wien und Linz  | IV, später I und II | Wien     | 7.798 Männer in 9 Bataillonen mit 41 Kompanien (Stand 27. September 1938)                                                                         | Bayerisch Eisenstein bis Poysdorf | Friedrich Bürger (1899–1972) | Friedrich Bürger |

Dem SFK war ab dem 19. September auch ein Sudetendeutsches Fliegerkorps angegliedert, das sich in Alt-Lönnewitz befand. Der Personalbestand belief sich auf zwei Piloten und 42 Männer Bodenpersonal. Zusätzlich befanden sich noch 28 Piloten in vorbereitenden Maßnahmen.

### Nachrichtendienst des SFK

Richard Lammel (1899–1951), Leiter des Nachrichtendienstes des SFK

Das SFK verfügte auch über einen Nachrichtendienst mit Dienstsitz in Selb, der von Richard Lammel geleitet wurde. Der Nachrichtendienst des SFK hatte zum einen die Aufgabe, Terror- und Sabotageakte des SFK zu koordinieren und auszuwerten. Andererseits sollte der Nachrichtendienst des SFK mit den Nachrichtendiensten des Deutschen Reiches kooperieren, um seine Erkenntnisse bei einem potentiellen deutschen Angriff auf die Tschechoslowakei in die militärischen Planungen mit einfließen zu lassen. Lammels Befehl am 19. September zur Einrichtung des Nachrichtendienstes des SFK lautete folgendermaßen:

„Zweck und Aufgabe: 1. Möglichst von Selb aus die Verbindung mit den Organisationsstellen in der Č.S.R. aufzunehmen. 2. Die Aussagen und Meldungen der Flüchtlinge und Boten zu sammeln, zur Kontrolle und zur Verwertung an die Dienststellen des Reiches und der Presse. Durchführung: Dazu wird errichtet: a) Errichtung einer ‚Zentralstelle‘ in Selb, b) Je eine ‚Dienststelle‘ in Hof, Waldsassen und Dresden, c) Weitere Dienststellen werden noch errichtet.“

Bei jeder Gruppe des SFK wurden auf Befehl Henleins vom 20. September Nachrichtenstellen geschaffen, die durch Nachrichtenoffiziere geleitet werden sollten. Die Nachrichtenstellen waren für die Beobachtung und Auskundschaftung der militärischen und politischen Lage im Sudetenland sowie dem tschechischen Gebiet und die Weitergabe relevanter Informationen an den Kommandanturstab des SFK verantwortlich.

## Aktivitäten des SFK (19. September bis 1. Oktober 1938)

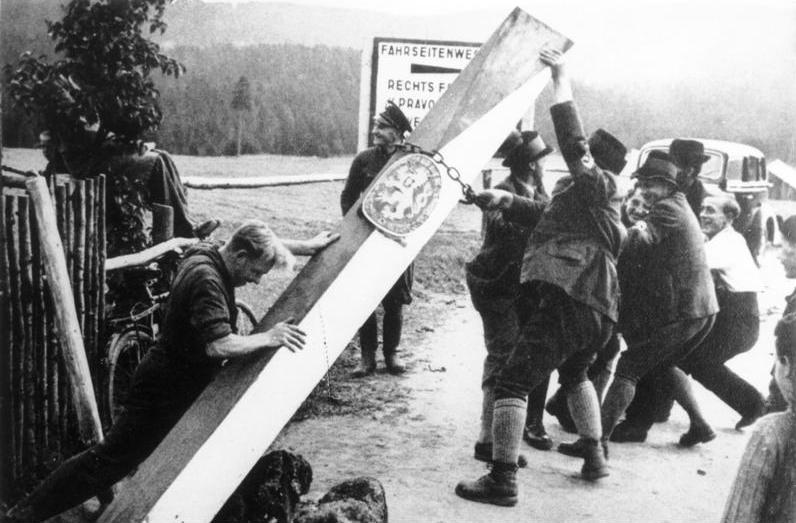
Sudetendeutsche Männer, wahrscheinlich Angehörige des SFK, beseitigen am 19. September 1938 die Grenzpfähle an der deutsch-tschechoslowakischen Grenze.

Einzelne Trupps des SFK sickerten in der Nacht auf den 19. September über die Grenze in das Sudetenland ein und verübten unter anderem in Asch einen Anschlag auf die Finanzwache. Ab dem 19. September waren alle Gruppen des SFK einsatzbereit. Von diesem Zeitpunkt an infiltrierten Angehörige des SFK jede Nacht entlang der gesamten deutsch-tschechoslowakischen Grenze das Sudetenland. Die SFK-Kommandos umfassten in der Regel aufgrund der ungenügenden Bewaffnung nur einige Dutzend Männer; an einigen Grenzabschnitten waren jedoch Trupps von bis zu 300 „Freischärlern“ im Einsatz. Mit zunehmender Intensität verübten sie Brandanschläge und Überfälle auf Polizei-, Grenz- und Zollstationen sowie weitere staatliche Einrichtungen. Die SFK-Trupps beschossen auch tschechoslowakische Grenz- und Polizeipatrouillen. Die tschechoslowakischen Sicherheitskräfte konnten einige Angriffe abwehren, teils kam es zu heftigen Kampfhandlungen mit Todesopfern auf beiden Seiten. Die tschechoslowakischen Sicherheitskräfte wurden bei den Kampfhandlungen durch sudetendeutsche Antifaschisten unterstützt. Insbesondere die Republikanische Wehr schützte in den Einheiten der SOS (Stráž obrany státu – Wache zum Schutz des Staates) die tschechische Staatsgrenze.
Das OKH lehnte die Massivität der unkoordinierten SFK-Aktionen ab, da sich die „Freischärler“ nicht an gemeinsame Absprachen hielten und teils sogar den Aufmarsch der Wehrmacht an der deutsch-tschechoslowakischen Grenze behinderten. Erfolgreich intervenierten OKW und OKH daraufhin bei Hitler, der am 20. September eine Reduzierung der SFK-Aktionen anordnete. Lediglich Trupps von einem Dutzend Männern sollten nun gegen genau definierte Ziele vorgehen. Zudem waren die Aktivitäten des SFK nicht mehr geheim zu halten und stießen international teils auf Ablehnung. Dennoch intervenierten Frankreich und Großbritannien bei der tschechoslowakischen Regierung zugunsten des Deutschen Reiches. Auf sich allein gestellt nahm die tschechoslowakische Regierung schließlich am 21. September die Londoner Empfehlungen an, die eine Abtretung der sudetendeutschen Gebiete ohne eine Volksabstimmung an das Deutsche Reich vorsahen.
Von dieser neuen Situation wurden die tschechoslowakischen Sicherheitskräfte und Beamte überrumpelt. In mehreren sudetendeutschen Städten und Ortschaften erlangten Mitglieder der SdP und des FS wieder die Kontrolle über staatliche Einrichtungen und Funktionen. Das tschechoslowakische Militär zog sich aus Gebieten, die ins Deutsche Reich hineinragten, auf eine militärstrategisch günstigere Verteidigungslinie zurück. Es gelang dem FS mit Unterstützung des SFK so, am 22. September unter anderem im Ascher Gebietszipfel die tschechische Polizei zu entwaffnen. Dieser Vorgang wiederholte sich danach in Eger und Franzensbad. Dort und auch andernorts wurden gefangene Polizisten sowie verhaftete tschechische und sudetendeutsche Antifaschisten in das Deutsche Reich verbracht.
Trotz der Annahme der Londoner Empfehlungen durch die tschechoslowakische Regierung setzte das SFK auch ab dem 21. September seine Terroraktionen fort. Insbesondere im geräumten Ascher Zipfel und in Schluckenau konnten sich Freischärler ab dem 22. September durchgehend festsetzen. Bis zum 23. September steigerten sich die Terroraktionen des SFK im Sudetenland. In Warnsdorf konnten Angehörige des SFK beispielsweise 18 Millionen Kronen aus der Staatsbank entwenden und in Eisenstein einen Zug ins Deutsche Reich umleiten.
Aufgrund von erheblichen Protesten in der Tschechoslowakei gegen die Annahme des Londoner Abkommens kam es am 22. September zum Regierungswechsel. Die neue tschechoslowakische Regierung befahl am 23. September die Generalmobilmachung. Bis zum 28. September waren 1.250.000 Soldaten der tschechoslowakischen Armee im Einsatz. Nach Bekanntgabe der Generalmobilmachung entzogen sich Tausende Sudetendeutsche nach einem Rundfunkaufruf Henleins der Wehrpflicht und flüchteten in der Nacht zum 24. September mit Unterstützung des SFK über die Grenze ins Deutsche Reich. Dort traten sie größtenteils dem SFK bei und verstärkten es erheblich. Das tschechoslowakische Militär rückte umgehend in das Sudetenland ein. Teils wurden die SFK-Kommandos bereits unmittelbar nach Überschreiten der Grenze konsequent angegriffen. Einer gut ausgebildeten und schwer bewaffneten Armee war das SFK aufgrund seiner mangelhaften Ausbildung und Bewaffnung jedoch nicht gewachsen. Ab dem 24. September änderte sich daher die Strategie des SFK. Statt der Durchführung von Sabotage- und Terrorakten verlegte das SFK nun den Schwerpunkt seiner Aktivität auf bewaffnete Aufklärungsunternehmen im Auftrag der Wehrmacht. In geringerem Umfang setzte das SFK dennoch seine Terroraktionen und Überfälle bis zum 1. Oktober fort.

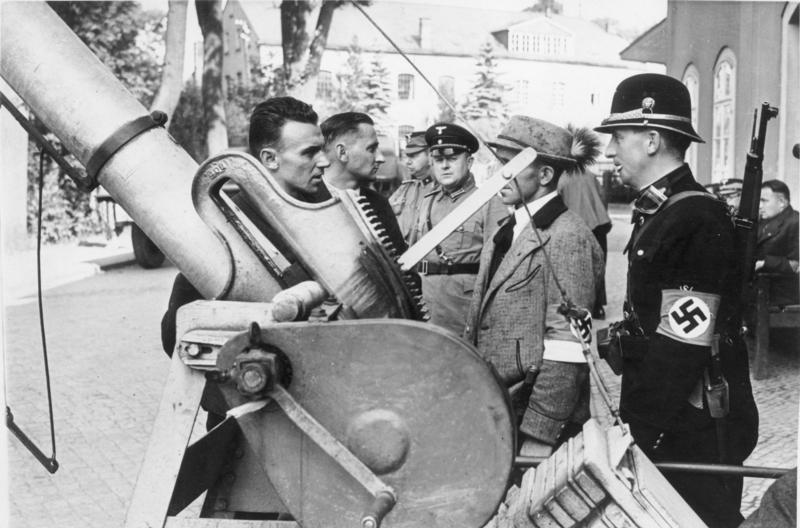
Ein sudetendeutscher Polizeibeamter, der in voller Uniform über die Grenze gekommen war, verrichtet nach dem Grenzübertritt am deutschen Zollhaus bei Sebnitz seinen Dienst. Aufnahme vom 23. September 1938.

Am 25. September rückte die tschechische Armee aus militärstrategischen Erwägungen aus dem Bezirk Jauernig ab. Angehörige des SFK besetzten daraufhin dieses Gebiet. Unterstützung erhielten sie dabei von SS-Totenkopfverbänden, die am gleichen Tag das SFK im Ascher Zipfel verstärkten. Dort konnte ein Vorstoß der tschechoslowakischen Armee am 25. September erfolgreich abgewehrt werden.
Dem OKW unterstand ab dem 24. September die alleinige Befehlsgebung im Grenzgebiet zum Sudetenland. Grenzübertritte mussten ab dem 28. September dem örtlichen Führer der Grenzwacht gemeldet und geplante Unternehmungen mit ihm abgesprochen werden. Zudem ordnete das OKW am 30. September an, das SFK nach einem Einmarsch der deutschen Truppen in das Sudetenland der Wehrmacht zu unterstellen. Auf Intervention der SS nahm Hitler noch am Abend des 30. September den Befehl des OKW zurück und unterstellte das SFK dem Reichsführer SS Heinrich Himmler. Hintergrund für diese Befehlsabänderung war der Plan, dass SFK-Angehörige im Sudetenland polizeiliche Aufgaben wahrnehmen sollten.
Am 1. Oktober 1938 trat das zwischenzeitlich ausgehandelte Münchner Abkommen in Kraft, das eine Angliederung der sudetendeutschen Gebiete an das Deutsche Reich festschrieb. Damit wurde die Existenz des SFK gegenstandslos. Köchling bilanzierte später 164 „gelungene“ und 75 „erfolglose“ Aktionen des SFK. Durch SFK-Verbände wurden 110 Menschen getötet, 50 verwundet und 2029 nach Deutschland entführt. In Altenfurt waren am 17. Oktober beispielsweise 142 Tschechoslowaken interniert, darunter 56 Polizisten, 52 Zollbeamte, 16 Gendarme und 18 Militärangehörige.
Die Verluste des SFK betrugen 52 gefallene, 65 verwundete und 19 vermisste Personen. Zudem wurden neben Munition und Fahrzeugen auch 341 Gewehre, 61 Pistolen und 24 Maschinengewehre erbeutet. Viele tschechische Einrichtungen waren vorwiegend durch Brandstiftung oder Sprengung zerstört worden.

## Auflösung des SFK (1. bis 9. Oktober 1938)

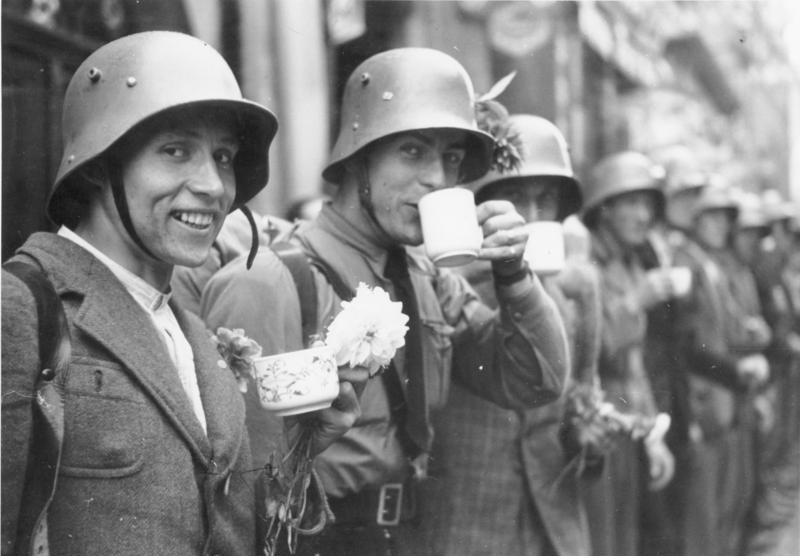
Angehörige des Sudetendeutschen Freikorps nach der Angliederung des Sudetenlandes an das Deutsche Reich. Aufnahme vom 3. Oktober 1938 in Eger.

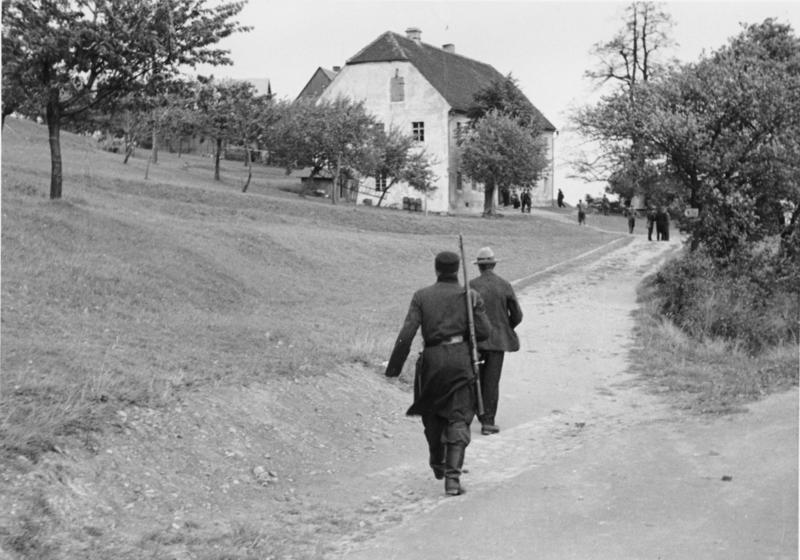
Freikorpsangehöriger führt am 4. Oktober 1938 am Sedlo-Pass einen Verhafteten ab.

Die Wehrmacht rückte zwischen dem 1. Oktober und 10. Oktober in Etappen kampflos in das Sudetenland ein. Im Gefolge der Wehrmacht gelangten auch SFK-Verbände in das Sudetenland, denen zunächst keine nennenswerten Funktionen mehr übertragen wurden. Am 2. Oktober fand zwar noch ein Sondierungsgespräch zwischen dem Stabschef des SFK Pfrogner und dem Polizeigeneral Kurt Daluege über die weitere Verwendung von ehemaligen „Freischärlern“ statt, das jedoch keine nennenswerten Ergebnisse erbrachte. Eigenmächtige Festnahmen, Plünderungen, Konfiszierungen und Hausdurchsuchungen waren den Angehörigen des SFK nun auf Befehl Henleins verboten. Diese Anweisung musste jedoch am 4. Oktober auch aufgrund von in- und ausländischen Beschwerden wiederholt werden, da es im Sudetenland vielerorts zu eigenmächtigen Handlungen und pogromartigen Ausschreitungen seitens der „Freischärler“ kam. Politische Gegner sowie Juden, darunter sowohl Tschechen als auch Sudetendeutsche, waren ab dem 1. Oktober von „Freischärlern“, SdP-Anhängern und Angehörigen des FS terrorisiert worden. Erst die Wehrmacht konnte weitere Ausschreitungen unterbinden. Im Gefolge der Wehrmacht gelangten aber auch Einsatzkommandos der Sicherheitspolizei ins Sudetenland um die Festnahme von Gegnern des NS-Regimes organisiert vorzunehmen. Ungefähr 2000 sudetendeutsche Antifaschisten, hauptsächlich Sozialdemokraten und Kommunisten, wurden verhaftet und in das KZ Dachau eingewiesen. Das tschechische Innenministerium gab mit Stand vom 3. Dezember 1938 an, dass insgesamt 151.997 Tschechen, Juden und sudetendeutsche Gegner des NS-Regimes aus dem Sudetenland ins Landesinnere der Tschechoslowakei flüchteten.
Die Wehrmacht stellte schließlich die Unterstützung für das SFK ein. Die SS konnte die Versorgung der Freikorpsangehörigen daraufhin nur ungenügend sicherstellen. So zerfiel in den ersten Oktobertagen das SFK allmählich und viele „Freischärler“ setzten sich in ihre Heimatorte ab. Durch einen Aufruf Henleins wurde das SFK am 9. Oktober 1938 offiziell aufgelöst. Später erhielten ehemalige Angehörige des SFK noch die Medaille zur Erinnerung an den 1. Oktober 1938.
Nach dem formellen Ende des SFK stand noch aus, die Schulden und Schäden auszugleichen, die durch SFK-Angehörige verursacht worden waren. Die Versorgung der „Freischärler“ erfolgte durch örtliche Händler, die im Glauben, später durch das Reichsleistungsgesetz der Wehrmacht entschädigt zu werden, in Vorleistung traten. Bei der Abwicklungsstelle in Reichenberg konnten entsprechende Schadensersatzansprüche gestellt werden. Die Außenstände wurden jedoch nie beglichen.
Angehörige des SFK erhielten für körperliche Schäden eine Wiedergutmachung. Jenen, die zwischen dem 20. und 30. September bei ihrem Einsatz körperliche Schäden erlitten hatten, standen gemäß dem Wehrmachtsfürsorge- und -versorgungsgesetz Entschädigungen zu. Diese Regelung galt auch für Hinterbliebene von gefallenen „Freischärlern“.

## Eingliederung ehemaliger Angehöriger des SFK in den nationalsozialistischen Machtapparat
Bereits als sich das SFK in der Auflösung befand, warb die SS insbesondere hochrangige SFK-Angehörige für ihre Organisation. Dies führte zu Auseinandersetzungen mit der SA, welche die SFK-Angehörigen ebenfalls für sich gewinnen wollte. Gottlob Berger äußerte später, dass er aus dem SFK geeignete „Freischärler“ für die SS beziehungsweise die SS-Verfügungstruppe auswählen sollte. Viele der ehemaligen Freikorpsangehörigen traten nach der Angliederung des Sudetengebietes der NSDAP, SA, SS und anderen nationalsozialistischen Organisationen bei. Mitgliedern der Führung des SFK wurden nach Eintritt in die SA und SS hohe Ränge verliehen. Nach der Sudetendeutschen Ergänzungswahl zum nationalsozialistischen Reichstag vom 4. Dezember 1938 wurden ehemals führende Angehörige des SFK Mitglieder des Reichstags. Unter ihnen befanden sich Henlein, Frank, Pfrogner, Lammel, Köllner, Brandner, Bürger und May.
Henlein wurde nach Auflösung des SFK ehrenhalber Gruppenführer bei der SS und erreichte in dieser Organisation im Juni 1943 den Rang eines Obergruppenführers. In Reichenberg amtierte Henlein von Ende Oktober 1938 bis Kriegsende als Reichskommissar und Gauleiter für das Sudetenland. Am 10. Mai 1945 beging Henlein Suizid in amerikanischer Kriegsgefangenschaft.

Reinhard Heydrich (links) und Karl Hermann Frank (rechts) 1941 auf der Prager Burg

Frank wurde im November 1938 als SS-Brigadeführer Mitglied der SS. In dieser Organisation erreichte er später den Rang eines Obergruppenführers. Ende Oktober 1938 wurde er stellvertretender Gauleiter für das Sudetenland unter Henlein. Diese Funktion übte er bis zum 15. März 1939 aus. Frank war von Mitte März 1939 bis zum Sommer 1943 Staatssekretär beim Reichsprotektor Böhmen und Mähren. Danach wechselte er bis Kriegsende als Staatsminister im Rang eines Reichsministers für Böhmen und Mähren in das Kabinett Hitler. Von April 1939 bis zum Kriegsende war Frank zudem in Personalunion Höherer SS- und Polizeiführer (HSSPF) Böhmen und Mähren. Frank wurde schließlich einflussreichster NS-Funktionär im Protektorat Böhmen und Mähren. Nach Kriegsende begab sich Frank bei Pilsen in amerikanische Kriegsgefangenschaft. Von dort wurde er an die Tschechoslowakei ausliefert, in Prag zum Tode verurteilt und am 22. Mai 1946 gehängt.
Lammel, ehemaliger Leiter des Nachrichtendienstes des SFK, wurde Ende Januar 1939 zum SS-Standartenführer befördert. Er wurde nach Auflösung des SFK Gaustabsamtsleiter unter Henlein.
Der ehemalige SFK-Führer der Gruppe Bayrische Ostmark Brandner wurde im Rang eines Oberführers Mitglied der SS. In dieser Funktion führte er den SS-Abschnitt XXXVII (Reichenberg). In der SS stieg er 1943 bis zum SS-Brigadeführer auf. Später wurde Brandner Stellvertreter des HSSPF Kroatien Konstantin Kammerhofer und war zeitgleich als Polizeigebietsführer in Kroatien eingesetzt. Brandner starb am 29. Dezember 1944 an den Folgen eines Kopfschusses nach einem Partisanenüberfall.
Drei weitere Kommandeure der SFK wurden Mitglied der SA. Bürger baute als SA-Standartenführers die SA-Brigade Nord-Mähren-Schlesien auf. Zudem wurde er Adjutant von Gauleiter Henlein. Ab 1939 war Bürger Gauorganisationsleiter und ab 1940 im Sudetenland NSDAP-Kreisleiter. Köllner erreichte in der SA den Rang eines Brigadeführers, wurde Gauorganisationsleiter und war ab Ende März 1939 als Nachfolger Franks unter Henlein stellvertretender Gauleiter des Sudetenlandes. Diese Funktion bekleidete Köllner bis Anfang März 1940. May wurde als Gruppenführer in die SA aufgenommen und mit dem Aufbau der SA-Gruppe Sudetenland beauftragt.
Pfrogner, ehemaliger Stabschef des SFK, führte den Aufbaustab des Reichsarbeitsdienstes (RAD) im Sudetenland und erreichte dort den Rang eines Generalarbeitsführers.

## Wertungen und Wirkungen
Die nach dem gescheiterten Aufstandsversuch Mitte September 1938 erfolgte Flucht hochrangiger SdP-Funktionäre ins Deutsche Reich war unter den Sudetendeutschen kein Geheimnis. Durch die reichsdeutsche Propaganda wurde hingegen wissentlich die Falschmeldung verbreitet, dass die SdP-Führung vom sudetendeutschen Asch aus agieren würde. Die dadurch verunsicherte Anhängerschaft der SdP fühlte sich von ihrer Führung und der zunächst tatenlosen Wehrmacht im Stich gelassen. Mancherorts konnte sogar die sudetendeutsche Sozialdemokratie wieder an Einfluss gewinnen. Mit der Bildung des SFK beabsichtigte die Führung der SdP das Vertrauen der sudetendeutschen Bevölkerung zurückzuerhalten. Hitler beabsichtigte durch die Unruhe stiftenden Aktivitäten des SFK die Tschechoslowakei zu destabilisieren und als Staat durch das Eingreifen der Wehrmacht zu zerschlagen. Der Fall Grün sah den Einmarsch der Wehrmacht in die Tschechoslowakei für den Oktober 1938 vor. Zudem erhoffte sich Hitler, durch die Terroraktionen des SFK eine bessere Ausgangslage bei den internationalen Verhandlungen zu erhalten. Aufgrund dieser Motivationslage entstand das SFK, wobei sich die SdP-Führung den Vorgaben Hitlers unterordnete.

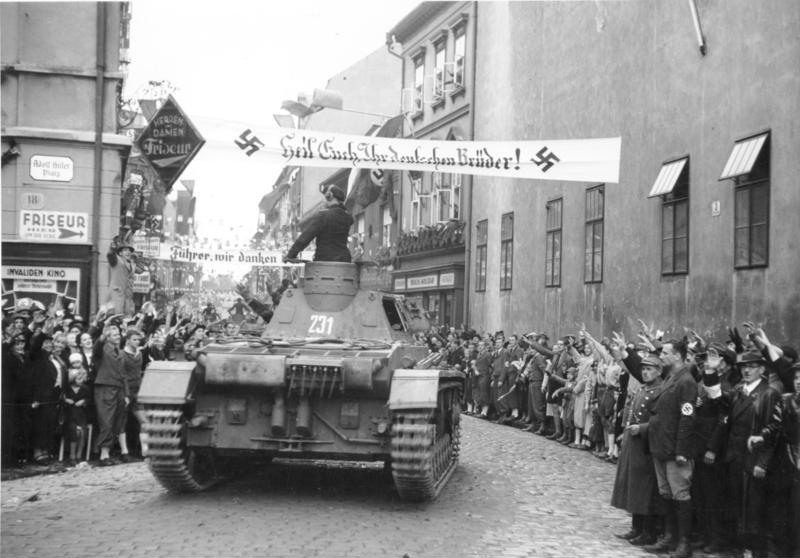
Einmarsch der Wehrmacht in das Sudetenland. Aufnahme vom 9. Oktober 1938 in Komotau.

Die Aktionen des SFK waren „primär politisch-terroristischer, nicht militärischer Natur“. Die Motivation vieler Sudetendeutscher, dem SFK beizutreten, lag jedoch im Schutz sudetendeutscher Interessen. Diese Einstellung wurde schon durch die Bezeichnung Sudetendeutsches Freikorps bedient, die nach außen als eigenständige Truppe zur Verteidigung sudetendeutscher Interessen wirken sollte. Die Terroraktionen des SFK nach dem Londoner Abkommen, welches die Abtretung der sudetendeutschen Gebiete ans Deutsche Reich festschrieb, dienten einzig dem Ziel, die umbenannte Tschecho-Slowakei als Staat insgesamt zu zerschlagen. Nach dem Londoner Abkommen war das Münchener Abkommen ein weiterer Schritt hin zu diesem Ziel. Mit der Annexion Tschechiens durch das Deutsche Reich am 15. März 1939 und der Verselbstständigung der Slowakei war die Weisung Grün umgesetzt.

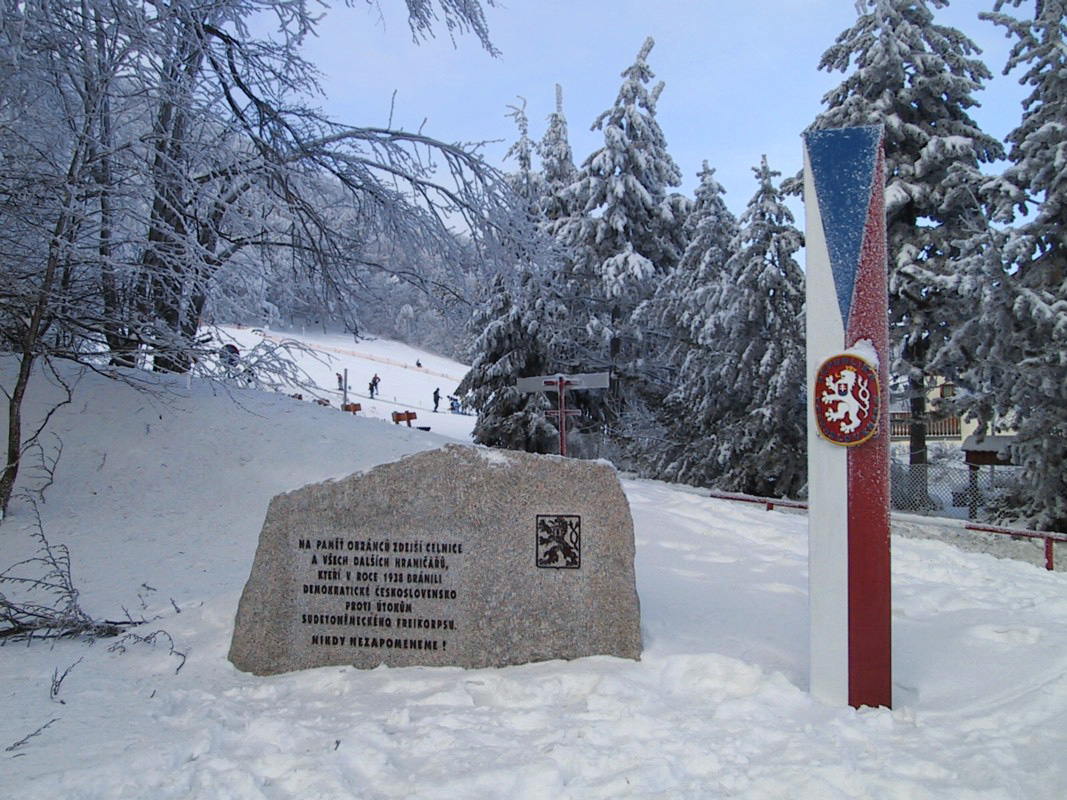
An der „Wache“ im Zittauer Gebirge wurde den gefallenen Angehörigen der tschechoslowakischen Grenzwache im Jahr 2003 ein Gedenkstein gesetzt

„Das ziemlich klägliche Ende des Freikorps, verglichen mit dem Pathos des Aufrufs zur Sudetendeutschen Notwehr an seinem Anfang (17. 9.), symbolisiert die an der Geschichte des Freikorps ablesbare Degradierung sudetendeutscher Interessen und Schicksale zu Stör- und Unruhemitteln der Krisenpolitik Hitlers“, so das Fazit Martin Broszats. Die tschechische Exilregierung verlautbarte in einer Note vom 28. Februar 1944, dass sie sich seit dem 19. September 1938 mit dem Deutschen Reich im Kriegszustand befinde. An jenem 19. September begannen die Terroraktion des SFK im Sudetenland. Sie waren auch Ausfluss von Henleins „Heim ins Reich“-Ansprache vom 15. September, in der er äußerte, dass die Sudetendeutschen nicht mehr mit den Tschechen in einem Staat leben könnten. In einer weiteren Rede zwei Tage später forderte Henlein die Zerschlagung der Tschechoslowakei und den Eintritt der Sudetendeutschen in das SFK. Die Vertreibung von Sudetendeutschen aus ihrer Heimat nach Ende des Zweiten Weltkrieges war auch eine Spätfolge der terroristischen Aktivitäten. Nach dem „Runderlaß des Ministeriums des Inneren der tschechoslowakischen Republik vom 24. August 1945 über die Regelung der tschechoslowakischen Staatsbürgerschaft nach dem Dekret vom 2. August 1945“ gehörten auch ehemalige Angehörige des SFK zu jenen Personen, welchen die tschechoslowakische Staatsbürgerschaft automatisch aberkannt wurde. Zudem mussten sich, neben Angehörigen von NS-Organisationen und Kriegsverbrechern, auch ehemalige „Freischärler“ aufgrund ihrer Zugehörigkeit zum SFK vor tschechoslowakischen Sondergerichten verantworten. Neben Haftstrafen konnte der Verlust der Bürgerrechte und auch Zwangsarbeit angeordnet werden. In besonders schwerwiegenden Fällen erfolgten auch Todesurteile. Beim Nürnberger Prozess gegen die Hauptkriegsverbrecher war auch das SFK Verhandlungsgegenstand.
Trotz der mittlerweile passablen Quellenlage bleiben das SFK und dessen terroristische Aktivitäten in der „Geschichtsschreibung der Sudetendeutschen Landsmannschaft“ teils unerwähnt oder werden heruntergespielt.